# Florianne Koechlin
Florianne Koechlin (* 26. April 1948 in Pasadena, Kalifornien; heimatberechtigt in Basel) ist eine Schweizer Sachbuchautorin aus anthroposophischem Umfeld, die sich vor allem mit den Themen Gentechnik, Epigenetik, Pflanzenkommunikation und den ethischen Implikationen der modernen Biologie auseinandersetzt.

## Leben
Florianne Koechlin stammt aus wohlhabender Familie. Ihr Onkel Samuel Koechlin war Chef von Geigy vor der Fusion mit der Ciba, ihr Vater Hartmann Koechlin war Abteilungsleiter bei der Ciba-Geigy. Sie schloss mit dem Chemiediplom des Middlebury College, Vermont, und dem Oberlehrerdiplom für Biologie und Chemie der Universität Basel ab. Von 1979 bis Ende April 1984 vertrat sie die POCH im Landrat des Kantons Basel-Landschaft. In den 1980er Jahren war sie massgeblich am Protest gegen den geplanten Bau des Kernkraftwerks Kaiseraugst beteiligt. 1988 war sie eines der Gründungsmitglieder des Basler Appells gegen Gentechnologie. 1990 war sie eines der Gründungsmitglieder der Schweizerischen Arbeitsgruppe Gentechnologie, einer Dachorganisation von rund zwanzig Schweizer Verbänden aus den Bereichen Umwelt, Naturschutz, Tierschutz, Medizin, Entwicklungsarbeit, biologischer Landbau und KonsumentInnenschutz. 1992 war sie Mitglied im Initiativkomitee der Eidgenössischen Volksinitiative «zum Schutz von Leben und Umwelt vor Genmanipulation (Gen-Schutz-Initiative)», die 1998 mit 66,7 Prozent Nein-Stimmen verworfen wurde. 1995 war sie führend beteiligt an der Gründung von GENET, einem europaweiten Netzwerk von gentechnikkritischen NGOs. Im Januar 1999 gründete sie das Blauen-Institut, das sich mit der «kritischen Beurteilung von gentechnischen Projekten und Entwicklungen» befasst und dessen Geschäftsführerin sie bis heute ist. Seit 2000 ist sie verantwortliche Redaktorin der 14-täglich erscheinenden Gentech-news.
Sie war viele Jahre (spätestens 1972 bis 2000) Mitglied im Stiftungsrat des WWF Schweiz. Seit 2007 ist sie Stiftungsrätin von Swissaid. Sie ist Kuratoriumsmitglied der Zukunftsstiftung Landwirtschaft (Deutschland). Sie war vom 15. März 1999 bis Ende 2011 Mitglied der Eidgenössischen Ethikkommission für die Biotechnologie im Ausserhumanbereich (EKAH), die den Bundesrat und die Behörden des Bundes und der Kantone im Bereich der ausserhumanen Biotechnologie berät. Seit 1999 ist sie Mitglied im Nachhaltigkeitsbeirat (ehemals Umweltbeirat) von Swisscanto.
Zudem ist Koechlin in der biodynamischen Ausbildung involviert.
2015 referierte Koechlin an der TEDx Konferenz in Zürich über das Thema Pflanzenkommunikation.

## Publikationen
- (mit Anita Fetz und Ruth Mascarin) Gene, Frauen und Millionen: Diskussionsbeitrag zu Gen- und Fortpflanzungstechnologien. Rotpunktverlag, Zürich 1986, ISBN 3-85869-036-8.
- Kontrollierte Nahrung – kontrollierte Existenz. In: Claudia Roth (Hrsg.): Genzeit: Die Industrialisierung von Pflanze, Tier und Mensch – Ermittlungen in der Schweiz. Limmat Verlag, Zürich 1987, ISBN 3-85791-127-1.
- (Hrsg. mit Christoph Keller) Basler Appell gegen Gentechnologie, Materialienband. Kongress vom 5./6. November 1988 in Basel. Rotpunktverlag, Zürich 1989, ISBN 3-85869-056-2.
- (mit Daniel Ammann und Christoph Keller) Gefahrenzone: Risiken der Gentechnologie – Untersuchungen in der Schweiz. Rotpunktverlag, Zürich 1992, ISBN 3-85869-078-3.
- Schön, gesund & ewiger leben. Rotpunktverlag, Zürich 1994, ISBN 3-85869-159-3.
- (Hrsg. mit Miges Baumann, Janet Bell und Michel Pimbert) The Life Industry: Biodiversity, People and Profits. Intermediate technology publications, London 1996, ISBN 1-85339-341-X.
- (Hrsg. mit Daniel Amman) Morgen: Materialienband zur Genschutz-Initiative. Realotopia, Zürich 1995, ISBN 3-907586-16-6.
- (mit Daniel Ammann) Mythos Gen. Utzinger/Stemmle, Rieden bei Baden 1997, ISBN 3-908688-14-0.
- (Hrsg.) Das patentierte Leben: Manipulation, Markt und Macht. Rotpunktverlag, Zürich 1998, ISBN 3-85869-145-3.
- (Hrsg.) Zukunftsmodell Schweiz: Eine Landwirtschaft ohne Gentechnik? Forschungsinstitut für Biologischen Landbau, Frick 1999, ISBN 3-906081-04-4.
- Zellgeflüster: Streifzüge durch wissenschaftliches Neuland. Lenos, Basel 2007, ISBN 978-3-85787-704-9.
- Pflanzenpalaver: Belauschte Geheimnisse der botanischen Welt. Lenos, Basel 2009, ISBN 978-3-85787-726-1.
- (mit Denise Battaglia) Mozart und die List der Hirse: Natur neu denken. Lenos, Basel 2012, ISBN 978-3-85787-424-6.
- (Hrsg.) Jenseits der Blattränder: Eine Annäherung an Pflanzen. Lenos, Basel, 2014, ISBN 978-3-85787-776-6
- (Übersetzung: Thomas Rippel) "Plant whispers: A journey through new realms of science." Lenos, Basel, 2015, ISBN 978-3-85787-939-5
- Schwatzhafte Tomate, wehrhafter Tabak: Pflanzen neu entdeckt. Lenos, Basel 2016, Taschenbuch 2018, ISBN 978-3-85787-803-9
- (mit Denise Battaglia) Was Erbsen hören und wofür Kühe um die Wette laufen, Lenos, Basel 2018, ISBN 978-3-85787-490-1